# Município de Paint (condado de Wayne, Ohio)
O município de Paint (em inglês: Paint Township) é um município localizado no condado de Wayne no estado estadounidense de Ohio. No ano de 2010 tinha uma população de 3.209 habitantes e uma densidade populacional de 50,56 pessoas por km².

## Geografia
O município de Paint encontra-se localizado nas coordenadas 40° 41′ 48″ N, 81° 42′ 28″ O. Segundo a Departamento do Censo dos Estados Unidos, o município tem uma superfície total de 63.47 km², da qual 63,38 km² correspondem a terra firme e (0,15 %) 0,09 km² é água.

## Demografia
Segundo o censo de 2010, tinha 3.209 habitantes residindo no município de Paint. A densidade populacional era de 50,56 hab./km². Dos 3.209 habitantes, o município de Paint estava composto pelo 99,41 % brancos, o 0,03 % eram afroamericanos, o 0,12 % eram amerindios, o 0,03 % eram asiáticos, o 0,09 % eram de outras raças e o 0,31 % eram de uma mistura de raças. Do total da população o 0,41 % eram hispanos ou latinos de qualquer raça.